# Phoenix Games
Phoenix Games was een Nederlandse uitgever van computerspellen. Men publiceerde titels voor de PlayStation 2, Nintendo DS, Wii, Microsoft Windows en op dvd. Het bedrijf heeft ook films van de Duitse animatiestudio Dingo Pictures op spelconsoles uitgebracht. In het Duitse computerspelarchief staat dat Phoenix Games alleen al 99 spellen op PlayStation 2 heeft gepubliceerd.

## Beschrijving
Phoenix Games bestond uit drie bedrijven, Phoenix Games B.V., Phoenix Games Ltd. en Phoenix Games Asia. De groep was exposant op de spellenbeurs ECTS2003 en de E3 in 2005.
Phoenix Games werd opgericht in mei 2002 door Willie Horden en Paul en Steve Share. Men was exposant op E3 2004 tot en met 2006. Het bedrijf heeft op 3 augustus 2010 het faillissement aangevraagd. Dit werd op 27 maart 2012 opgeschort om vertraging in de inkomsten te voorkomen. Phoenix Games Ltd. is anno 2022 nog een in het VK geregistreerd bedrijf gevestigd in het Britse Newark. Phoenix Games Asia bevond zich in de stad Bangkok in Thailand. De huidige status van het bedrijf is onbekend.
Phoenix Games heeft in het begin van de 21e eeuw de rechten verkregen om verschillende animatiefilms te publiceren. Hieronder valt een groot aantal films van de Duitse animatiestudio Dingo Pictures. De publicaties zijn niet op dvd uitgebracht, maar samen met puzzels en een virtueel kleurboek op verschillende consoles. Veel films zijn opnieuw uitgebracht op de PlayStation 2-compilatie Cartoon Kingdom.

## Games
Men verklaarde dat de ontwikkeling van de speltitels slechts ongeveer drie tot vijf maanden duurde. Deze games zijn uitgebracht op Nintendo DS, Wii, PlayStation, PlayStation 2 en pc. Vanaf 2005 was men ook van plan games uit te brengen voor de PlayStation Portable. De oorspronkelijke verkoopprijzen van de spellen varieerden van 6,99 tot 12,99 GBP. In Duitsland kostten de games ongeveer €20. In Italië heeft het bedrijf de films en games van DB-line tot 2007 gedistribueerd. In Spanje zijn enkele spellen gedistribueerd door Atari. De meeste games kregen een slechte beoordeling in de vakbladen en door de spelers. De game Paccie, die in 2004 op PlayStation 2 is uitgebracht, wordt als verloren beschouwd. Op 4 november 2002 kondigden ze hun samenwerking aan met het Japanse bedrijf Altron, en de Italiaanse ontwikkelaar NAPS. In december 2002 kondigde Phoenix aan dat ze de publicatierechten voor Dragons Lair, Space Ace en Who Shot Johnny Rock? hadden gekocht. Tevens ook het spel Mad Dog McCree van Digital Leisure in Canada.
In 2003 werd gemeld dat het bedrijf dat jaar 80 games voor de PlayStation, PlayStation 2 en pc zou uitbrengen. In 2004 werden 40 titels aangekondigd, en in datzelfde jaar ze kondigden een "Super Budget Line" aan voor PS2 en Xbox.
In 2004 gingen ze een samenwerking aan met Data Design Interactive.
In 2008 kondigden ze aan 12 games voor de Nintendo DS uit te brengen.
In het eerste jaar verwachtten ze wereldwijd 4 tot 5 miljoen verkochte eenheden.
Begin 2010 heeft Phoenix Games enkele van hun games opnieuw uitgebracht voor het Duitse pc-publiek.
Vanwege de populariteit van hun games op internet en de soms beperkte oplages, zijn veel van hun games gezocht door verzamelaars.

## Distributie
In februari 2003 kondigde Phoenix aan dat hun games zullen worden uitgegeven door Just in het Verenigd Koninkrijk, Joag in Italië, SGDiffusion in Frankrijk en N-Tec in Hongarije.
In Italië heeft het bedrijf DB-Line de films en games gedistribueerd tot 2007.
Op 22 augustus 2003 kondigden ze aan dat "New Media Agency" hun spellen in Duitsland zal vertalen en uitgeven. Op 14 oktober 2003 kondigden ze aan dat Softwrap hun distributeur in Europa zal zijn

## Overige
- Alle 99 PS2-covers werden in 2013 gepresenteerd in de Gamescom Art Gallery "Cover Verses".[1]
- Op de PlayStation 2-cover van de game Peter Pan's Playground stond een achtergrond-asset van de titel  Kingdom Hearts.[27]
- Voor en nadat de groep bestond, waren er bedrijven met dezelfde naam. Van 1978 tot 1981 produceerde een Amerikaans bedrijf computerspellen die vooral bekend waren vanwege het Bushido-spel. In 2019 richtte Klaas Kersting in Duitsland een ontwikkelaarstudio op met dezelfde naam.[28]
- Paul Share richtte ook Midas Interactive op in 1998.[29]

## Medewerkers

### Phoenix Games B.V. (2002-2010)
- Paul Share (CEO/directeur)
- Willie (Will) Horden (salesmanager tot februari 2005, algemeen directeur tot juni 2009)
- Steve Share (verkoopmanager)
- Ilse van de Vossenberg-Vogels (productiebeheerder)
- Maarten van Schaik (hoofd-ontwikkeling)

### Phoenix Games Ltd.
- Mark Hustle (directeur sinds 2013)
- Simon Hamer (salesmanager Europa)
- Ian Smith (UK salesmanager)[30]

## Lijst met uitgebrachte films

### Dingo Pictures Movies
- ...noch mehr Dalmatiner Als: Dalmatians 2, 3, 4 (PS1, PS2, Wii, DS)
- Das unglaubliche Fussballspiel der Tiere Als: Animalfootball (PS1), Animal Soccer World (PS2)
- Atlantis als: Atlantis (PS1), Imperium von Atlantis (PS2)
- Toys als: Toys (PS1), Kids Playground (PS1), The Toys Room (PS2)
- Abenteuer Im Land der Dinosaurier als: Dinosaurier (PS1), Dinosaur Adventure (PS2)
- Ein Fall für die Mäusepolizei als Detective Mouse (PS1), The Mouse Police (PS2)
- Herkules als Herkules (PS1)
- Winkie der kleine Bär als Winky the Little Bear (PS1)
- Der König der Tiere: Das Grosse Abenteuer als: Son of the Lion King (PS2), Lion and the King 2 (PS1) Lion and the King 3 (DS)

### Andere films
- Peter Pan's Playground (PS2, Wii, DS)
- Snow White and the 7 Clever boys (PS2) / Princess SnowWhite (Wii)
- Cinderellas Fairytail (Wii, PS2)
- Pinocchio (Wii, PS2, DS)
- Mulan (PS2)

## Gepubliceerde spellen

### Sony PlayStation
- All Star Action
- Checkmate 2 (2001)
- Cindy's Caribian Holiday (2003)
- Cindy's Fashion World (2003
- All Star Watersports (2003)
- Trickshot 7 Games (2003)
- Football Madness (2003)
- Pro Backgammon (2003)
- Rox (2003)
- Hot Shot (2003)
- King Of Bowling 3 (2003)
- Baldies (2003)
- Block Buster (2003)
- 5 Star Racing (2003)
- Ballerburg: Castle Chaos (2003)
- Buttsubushi (2003)
- Destructo 2 (2003)
- Flying Squadron (2003)
- Paradise Casino (2003)
- Superbike Masters (2003)
- Robin Hood: The Siege (2004)
- Space Rider (2004)
- Truck Rally (2004)
- Sonic Wings Special (2004)
- Omega Assault (2004)
- Jet Ace (2004)
- Rhythm Beat (2004)
- Silent Iron (2004)
- Wanted (2004)
- SHOOT (2004)
- Robopit 2

### Sony PlayStation 2
- Road Rage 3 (2001)
- Homerun (2001)
- Cool Shot (2003)
- Kidz Sports Basketball (2004)
- Xtreme Speed (2004)
- Furry Tales (2004)
- RC Toy Machines (2004)
- Arcade Action: 30 Games (2004)
- European Tennis Pro (2004)
- Air Raid 3 (2004)
- Crazy Golf (2005)
- X-treme Quads (2005)
- Board Games Gallery (2005)
- Vegas Casino 2 (2005)
- Monster Trux Extreme (2005)
- Shadow of Ganymede (2005)
- Doomsday Racers (2005)
- Hamster Heroes (2005)
- Urban Constructor (2005)
- Finkles World (2005)
- Girl Zone (2005)
- Habitrail Hamster Ball (2005)
- Saint & Sinner (2006)
- Arcade USA (2006)
- Obliterate (2006)
- Puzzle Party: 10 Games (2006)
- Search & Destroy (2006)
- 21 Card Games (2006)
- City Soccer Challenge (2006)
- London Cap Challenge (2006)
- Maniac Mole (2006)
- Carwash Tycoon (2006)
- Chemist Tycoon (2006)
- Downhill Slalom (2006)
- G-Force (2006)
- Robin Hood: The Siege 2 (2006)
- Snow Rider (2006)
- Combar Ace (2006)
- D-Unit Drift Racing (2006)
- Clumsy Slumsy (2006)
- Drag Racer USA (2006)
- K.O. King (2006)
- Hansel & Gretel (2006)
- Swat Siege (2006)
- Snooker 147 (2006)
- Space Rebellion (2006)
- ¡Qué pasa Neng! El videojuego (2006)
- Game Galaxy 2 (2006)
- Guerilla Strike (2006)
- Hoppie (2006)
- Jello (2006)
- Kiddies Party Pack (2006)
- Retro (2006)
- Speed Machines III (2006)
- Speedboat GP (2006)
- Superbike FP (2006)
- Turbo Trucks (2006)
- WWC: World Wrestling Championship (2006)
- Dead Eye Jim (2007)
- Street Warrior (2007)
- Power Volleyball (2007)
- Transworld Skateboarder (2007)
- White Van Racer (2007)
- American Pool II (2007)
- MOTO X MANIAC (2007)
- Go Kart Rally (2007)
- Monster Eggs (2007)
- Skateboard Madness Xtreme Edition (2007)
- Sniper Assault (2007)
- Marble Chaos (2007)
- Roller Coaster Funfare (2007)
- Myth Makers: Super Kart GP (2007)
- Crabby Adventure (2007)
- Gecko Blaster (2007)
- Iron Chef (2007)
- Steam Express (2007)
- Cartoon Kingdom (2007)
- Caveman Rock (2007)
- Extreme Sprint 3010 (2007)
- Fruitfall (2007)
- Mambo (2007)
- Ocean Commander (2007)
- Offroad Extreme (2007)
- Pro Biker 2 (2007)
- Wacky Zoo GP (2007)
- Myth Makers: Orbs of Doom (2008)
- Kidz Sports Ice Hockey (2008)
- Kidz Sports International Soccer (2008)
- Dynamite 100 (100-in-1-spel)

### PC
- LKW Simulator 2010
- Go Kart Simulator Championship 2010
- Motorcross Simulator Championship 2010
- Stable Masters 2
- Ballerburg
- Rhythm Beat
- Trickshot 7 "Games"
- Drone Odyssey
- Dark Angæl
- Space Rebellion
- Go Cart Racer
- Casino 59
- Sport 9
- Classic 17

### Nintendo DS
- 12 (12 Games)
- Polar Rampage
- Valentines Day
- Iron Chef II
- War of Heaven
- Veggy World
- Rat-a-box
- Monster Eggs 2
- Love Heart
- Jungle Gang
- Coral Savior

### Nintendo Wii
- Hoppie 2
- Monster Egg 2
- Caveman Rock 2
- Saint & Sinner 2
- Ocean Commander 2

### PSP (niet-uitgebracht)
- Peter Pan
- Board Game Gallery
- King of Pool
- Card Shark 3
- Vegas Casino 2

### Overige
- Twin (onbekend platform)
- Space Ace by Don Bluth (dvd)
- Who shot Johnny Rock (dvd)